# Demetrio Carbone
Demetrio Carbone (Reggio Calabria, 1860 – Reggio Calabria, ...) è stato un generale italiano, comandante di fanteria del Regio esercito durante la guerra italo-turca e prima guerra mondiale; comandante delle brigate Regina, Trapani, Barletta e Como. Decorato di una prima medaglia d'argento al valor militare, a Tobruk nel 1912 e di una seconda medaglia d'argento al valor militare (operazioni del monte San Michele) nel 1915..

## Biografia

### La carriera nell'esercito
Di famiglia oriunda genovese, nacque a Reggio Calabria nel 1860, da Francesco e da Marianna Putorti, fu avviato giovanissimo alla carriera militare come allievo della Scuola militare Nunziatella di Napoli (corso 1875-78). Come i fratelli Domenico e Vincenzo (ufficiali del Regio Esercito) e Leonardo (generale medico della Regia Marina) fu allievo dell'accademia militare, e divenne ufficiale del Regio Esercito. Prese servizio nel 1880  con il grado di sottotenente di fanteria. Sposò a Reggio Calabria Carolina Andiloro.

### Guerra italo-turca
Da tenente colonnello combatté nella guerra italo-turca negli anni 1911 e 1912. Durante tale campagna, fu decorato a Tobruk nel 1912 con una prima medaglia d'argento al valor militare.
Nel 1913 venne promosso  colonnello, fu comandante del 13º reggimento fanteria e del 20º reggimento fanteria della Brigata "Brescia" (1915).

### Grande guerra
Si distinse durante le campagne del 1915-1918, prima con il grado di  colonnello, ottenendo una seconda medaglia d'argento al valor militare nel 1915 durante le operazioni del Monte San Michele. 
Con il grado di maggior generale comandò le brigate "Regina" (1915), "Trapani" (1916), "Como" (1917) e "Barletta" (1918 fino alla fine della guerra).
Raggiunse il grado di generale di divisione nel 1923.

### Ultimi anni
Nel 1919 fu collocato in P.A. e si diede all'attività politica per la sua città. Nel 1920 il sindaco di Reggio Calabria,  on. Giuseppe Valentino, il sindaco della ricostruzione del 1908, si avvalse della mediazione di due uomini di prestigio professionale e morale, quali il generale Demetrio Carbone e il marchese Felice Genovese Zerbi, per invitare esponenti di associazioni culturali quali l'avvocato Sordiello ad aderire al progetto dell'Associazione liberale democratica. L'unione delle liste dell'on. Valentino, seguace di De Nava, del generale Carbone e dei combattenti consentì la costituzione del Partito Democratico Liberale che nel 1920 vinse le elezioni amministrative a Reggio Calabria.